# Lavinia Warren

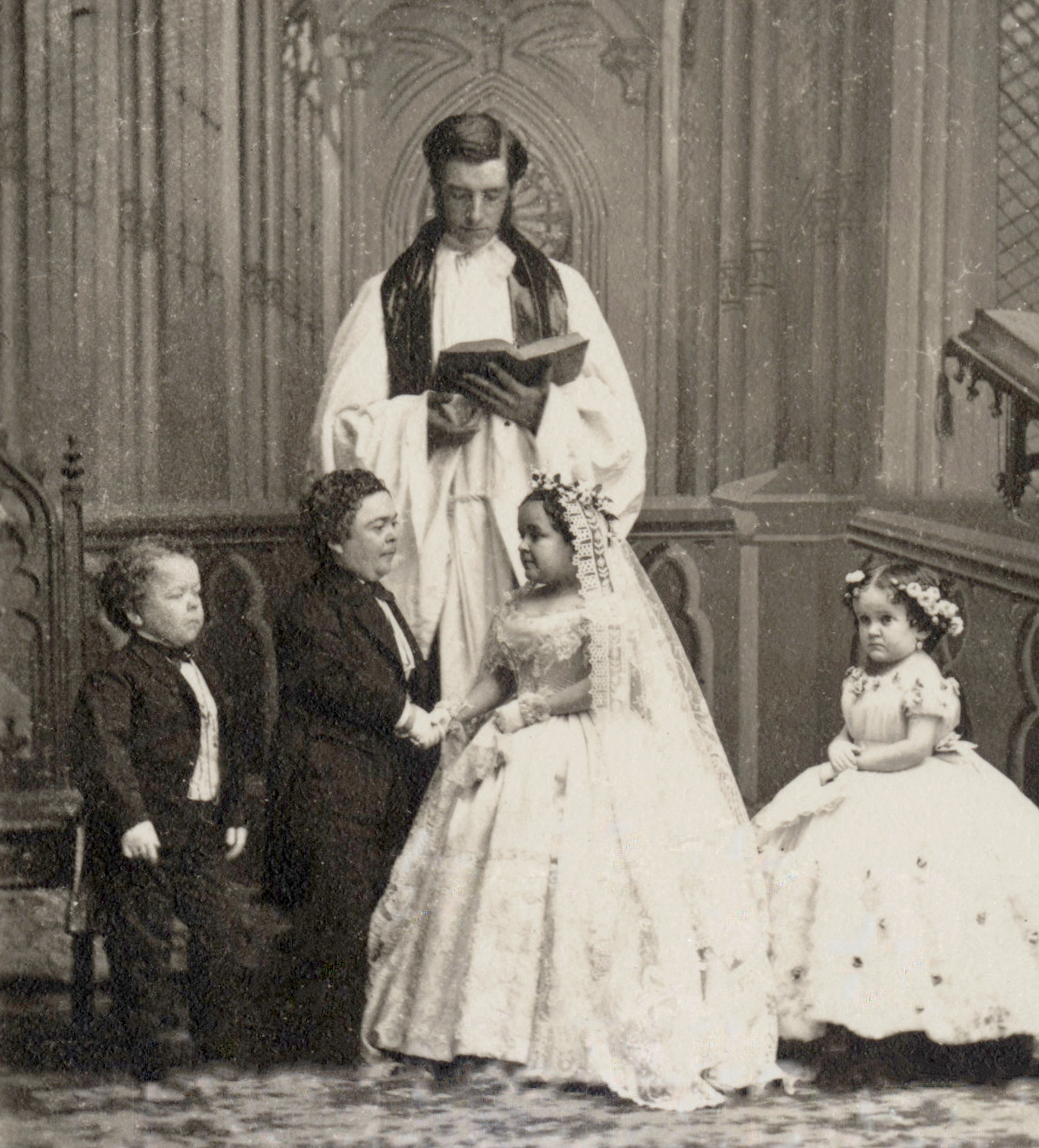
Lavinia Warrens giftermål med Charles Sherwood Stratton 1863. Från vänster till höger: George Washington Morrison Nutt (1844-1881), Charles Sherwood Stratton (1838-1883), Lavinia Warren Stratton (1841-1919), Minnie Warren (1841-1878).

Lavinia Warren, född 31 oktober 1841 i Middleborough i Plymouth County, Massachusetts, död 25 november 1919 på samma plats, var en amerikansk kortvuxen artist. 
Warren var lärare men framträdde senare som artist, i P.T. Barnums artiststall. År 1863 gifte hon sig med Charles Sherwood Stratton, mer känd under artistnamnet General Tom Thumb. Paret tillhörde sin samtids mest kända personer. När hon gifte sig var hon 21 år gammal och endast 63 cm lång. Hon gifte sedermera om sig med greve Primo Magi som var exakt lika lång som hon. 